# Palaeornis
A Palaeornis a madarak osztályának papagájalakúak (Psittaciformes) rendjébe, a szakállaspapagáj-félék (Psittaculidae) családjába és a szakállaspapagáj-formák (Psittaculinae) alcsaládjába tartozó nem. Egyes források az átsorolást még nem fogadták el, és a Psittacula nembe sorolják ezeket a fajokat.

## Rendszerezésük
A nemet Vigors írta le 1825-ben, az alábbi fajok tartoznak ide:
- Nagy Sándor-papagáj (Palaeornis eupatria)
- Seychelle-papagáj (Palaeornis wardi)